# Gundred, contessa del Surrey

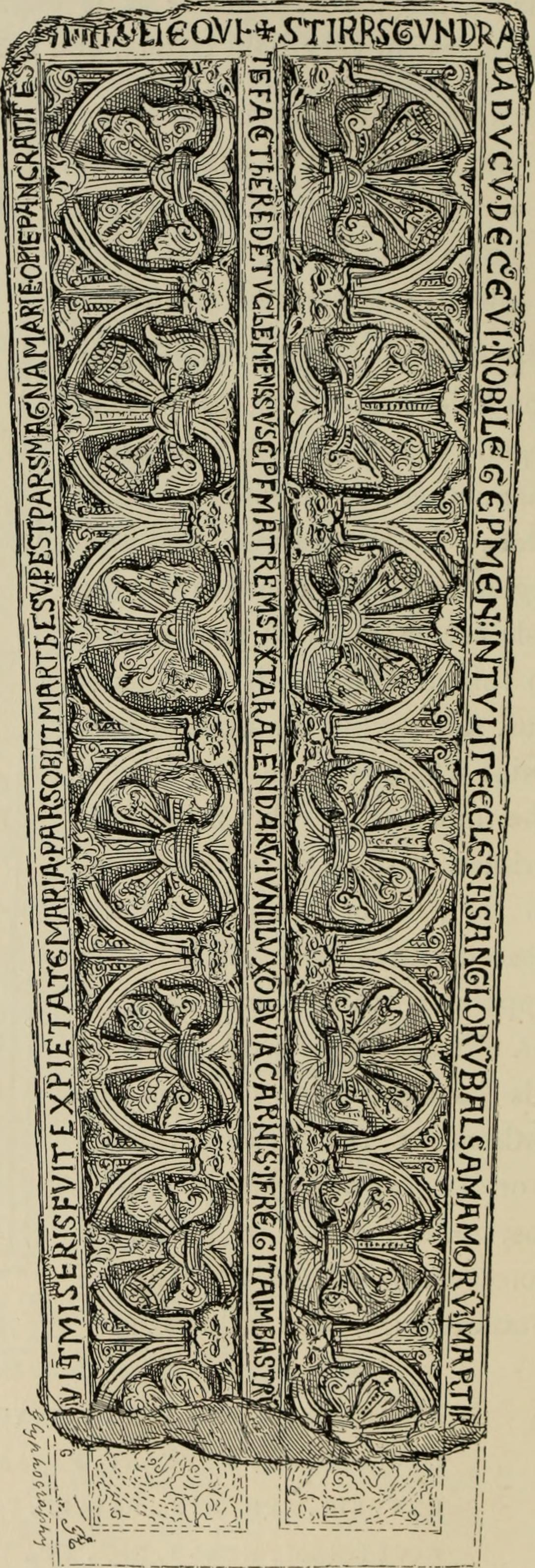
Il monumento commemorativo di Gundred in marmo di Tournai, illustrato in Chrisitan Monuments in England and Wales di Charles Boutell (1854)

Gundred, contessa del Surrey (anche Gundreda; in latino Gundrada; Fiandre, ... – Castle Acre, 27 maggio 1085) è stata una nobildonna fiamminga, prima moglie del barone normanno Guglielmo di Warenne, primo conte del Surrey. Insieme al marito fondò il Priorato di Lewes nel Surrey.

## Vita
Gundred nacque quasi certamente nelle Fiandre ed era sorella di Gerbod il Fiammingo, 1º conte di Chester, e quindi figlia di Gerbod, avvocato ereditario dell'abbazia di san Bertino. È esplicitamente definita "figlia di Gerbod" sia da Orderico Vitale, sia nella cronaca dell'abbazia di Hyde. Era anche sorella di Federico di Oosterzele-Scheldewindeke, che fu ucciso intorno al 1070 da Hereward il Fuorilegge.
Prima del 1070 Gundred sposò Guglielmo I di Warenne, 1º conte di Surrey (morto il 20 giugno 1088), che ricostruì il castello di Lewes, rendendolo la sua residenza principale. 
Tra il 1078 e il 1082, Gundred e il marito partirono per Roma, visitando i monasteri lungo la strada. Non poterono andare oltre la Borgogna  a causa della guerra tra l'imperatore Enrico IV e papa Gregorio VII. Visitarono l'Abbazia di Cluny e furono colpiti dai monaci e dalla loro dedizione. Guglielmo e Gundred decisero di fondare un priorato cluniacense sulle loro terre in Inghilterra e chiesero a Ugo, l'abate di Cluny, di inviare alcuni monaci in Inghilterra per il loro monastero. Sebbene inizialmente riluttante, Ugo alla fine accettò e mandò diversi monaci, tra cui Lazlo, che divenne il primo abate. La casa che fondarono era il priorato di Lewes, dedicato a San Pancrazio.
Gundred morì di parto il 27 maggio 1085 a Castle Acre, Norfolk, una delle tenute del marito, e fu sepolta nella sala capitolare del priorato di Lewes. Alla sua morte, anche Guglielmo fu sepolto nello stesso luogo accanto a lei.

## Pietra tombale

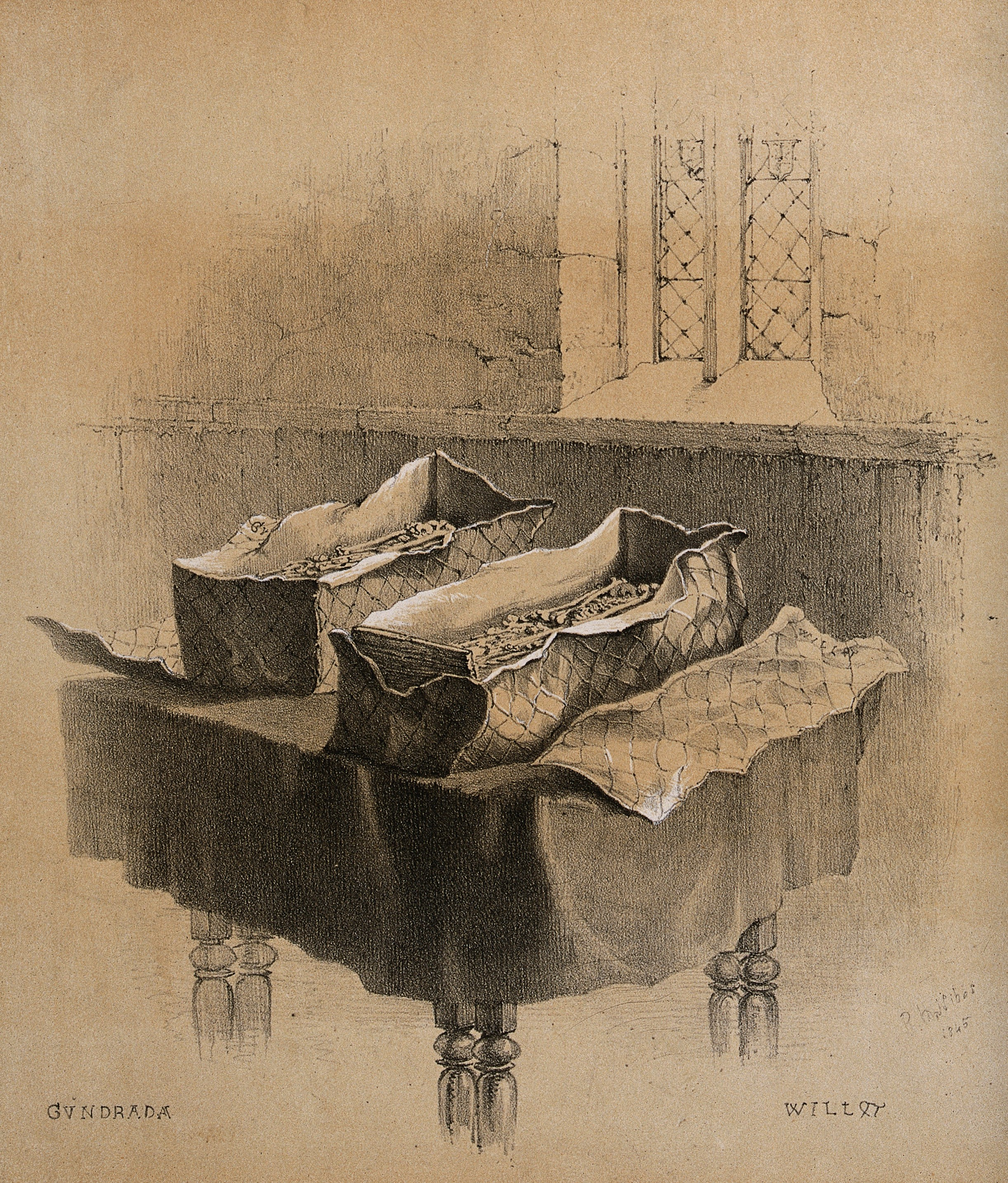
Le due ciste di piombo contenenti i resti di Gundred e di Guglielmo; litografia in gesso di F. W. Woledge secondo un disegno di R. H. Nibbs, 1845

Nel corso dei secoli successivi entrambe le pietre tombali scomparvero dal convento. Nel 1774 Edward Clarke scoprì quella di Gundred nella chiesa di Isfield (a sette miglia da Lewes), sui resti di un certo Edward Shirley, morto nel 1550. William Burrell la fece rimuovere il 2 ottobre 1775 e trasferire nella chiesa di San Giovanni a Southover, dove fu esposta.
Nel 1845, durante gli scavi nei terreni del priorato per il passaggio della ferrovia di Brighton, Lewes e Hastings, furono scoperte le casse di piombo contenenti i resti del conte e della contessa, che furono depositate temporaneamente sotto la lapide di Gundred. Nel 1847 fu eretta su sottoscrizione pubblica una cappella in stile neo-normanno, adiacente all'attuale sagrestia e al presbiterio. Prima che i resti fossero reinterrati in questa cappella, entrambe le casse furono aperte per accertare se vi fosse del contenuto. Furono quindi realizzate e utilizzate nuove casse, mentre quelle antiche furono conservate e collocate in due archi incassati nella parete meridionale. La cassa del conte ha perso un po' di piombo, mentre quella di Gundred è in buono stato di conservazione. Nella parte superiore dell'arco destro c'è il nome Gvndrada. La lapide è di marmo nero di Tournai.

## Famiglia
Guglielmo e Gundred ebbero tre figli: 
- Guglielmo II di Warenne (morto l'11 maggio 1138), sepolto nel Priorato di Lewes[2][17]
- Reginaldo di Warenne, che fu seguace di Roberto di Normandia[2][13]
- Edith de Warenne, che sposò in prime nozze Gerard de Gournay, signore di Gournay-en-Bray[18] e poi Drew de Monchy.[2][13]

## Controversia sui veri genitori
Affermazioni basate in parte sul cartulario non coevo del priorato di Lewes suggerivano che Gundred fosse figlia di Guglielmo il Conquistatore e di sua moglie Matilda di Fiandra, ma questa teoria non è accettata dalla maggior parte degli storici moderni. Lo storico ottocentesco Thomas Stapleton aveva sostenuto che fosse una figlia di Matilda nata prima del suo matrimonio con il duca Guglielmo. Questa teoria scatenò un ampio dibattito che vide la pubblicazione di numerosi articoli. La controversia toccò il suo apice con gli articoli di Edmond Chester Waters e Edward Augustus Freeman, che sostennero che le teorie non potevano essere supportate. Tuttavia, la presunta paternità del Conquistatore continua a riaffiorare, nonostante sia stata respinta dagli studiosi moderni.